# Griechische Makedonier

Inoffizielle Flagge der griechischen Region Makedonien mit dem Stern von Vergina

Griechische Makedonier (griechisch Μακεδόνες Makedones) sind die griechischsprachigen Einwohner der Landschaft Makedonien und der Region Makedonien in Nord-Griechenland.
Sie werden auch Makedonier oder Mazedonier genannt, wobei diese Begriffe missverständlich sind, weil sie im Deutschen auch für die slawischen Mazedonier verwendet werden.
Die Makedonier waren ein antiker griechischer Stamm, der sich zu Beginn des letzten vorchristlichen Jahrtausends in Nordgriechenland niederließ, im Gebiet nördlich des Olymp zwischen Aliakmonas und Axios.  Zwischen dem 8. und 7. Jahrhundert v. Chr. gründeten die Makedonier das makedonische Königreich, nachdem sie die benachbarten Stämme, die Pelagonen, die Elimioten, die Eordäer, die Almopos, die Lygisten, die Orestes usw. dominiert hatten.  In den folgenden Jahren gelang es ihnen, den häufigen Überfällen der Illyrer erfolgreich zu begegnen.   Sie sprachen den alten makedonischen Dialekt, eine Variation der Altgriechischen Sprache. so wanderte eine bedeutende Zahl von Makedoniern im 19. und 20. Jahrhundert aus wirtschaftlichen Gründen aus. Seitdem befinden sich bedeutende Auslandsgemeinden in den USA, Kanada und Australien. Die Stadt Melbourne verzeichnet die größte Auslandsgemeinde mit 250.000 Mitgliedern.